# Úžice (ort i Tjeckien, Okres Mělník)
Úžice är en ort i Tjeckien.   Den ligger i distriktet Okres Mělník och regionen Mellersta Böhmen, i den centrala delen av landet, 19 km norr om huvudstaden Prag. Úžice ligger 195 meter över havet och antalet invånare är 759.
Terrängen runt Úžice är platt. Runt Úžice är det ganska tätbefolkat, med 179 invånare per kvadratkilometer. Närmaste större samhälle är Prag, 18,5 km söder om Úžice. Trakten runt Úžice består till största delen av jordbruksmark.